# Rudy Fernández
Rodolfo Fernández Farrés, detto Rudy (Palma di Maiorca, 4 aprile 1985), è un ex cestista spagnolo che giocava come guardia tiratrice.
Perno della nazionale spagnola campione del mondo nel 2006 e 2019 e campione d'Europa nel 2009, 2011, 2015 e 2022, è noto per le sue doti difensive e per la sua cattiveria agonistica in campo; capitano della formazione iberica tra 2013 e 2024, è stato il primo e finora unico giocatore ad aver disputato 6 Olimpiadi maschili (ottenendo due argentini e un bronzo). Con il Real Madrid ha vinto 3 Euroleghe, 7 campionati spagnoli, 7 coppe del Rey e 9 Supercoppe di Spagna. È considerato uno dei più forti e vincenti giocatori spagnoli di sempre, oltre che uno tra i migliori giocatori di sempre in Eurolega. Nel marzo 2025 viene inserito tra i 25 migliori giocatori della massima competizione europea.

## Carriera

### Club

#### Joventut Badalona
Fernández ha iniziato la sua carriera professionistica nel 2002 allo Joventut Badalona. Fernández è l'MVP delle Final Four con cui il Badalona vince nel 2006 la FIBA EuroCup, terza competizione europea per club in ordine di importanza, mentre due anni dopo è il miglior giocatore delle finali che vedono il trionfo degli spagnoli nella seconda competizione europea per club, l'Eurocup.
A giugno 2007 è stato scelto alla 24ª chiamata assoluta del draft NBA dai Phoenix Suns, che poi hanno ceduto i diritti ai Portland Trail Blazers. Nel mese di luglio dello stesso anno il suo contratto con la Joventut è stato prolungato fino al 2011. Nel 2008 è il miglior giocatore della finale di Copa del Rey vinta dal Badalona contro il Saski Baskonia; la vittoria della coppa sarà il saluto di Fernández ai suoi tifosi, dato che decide di provare il salto in NBA per l'anno dopo.

### NBA (2008-2012)

#### Portland Trail Blazers
Dalla stagione 2008-09 gioca nella NBA con la maglia dei Portland Trail Blazers: lo spagnolo riceve un buon minutaggio (25 minuti), e mette a referto più di 10 punti a partita, tirando con buone percentuali sia da 2 che da 3; al termine della sua prima stagione viene inserito nel secondo quintetto dei rookie. Nella stagione successiva non riesce ad andare oltre il ruolo di panchinaro, calando lievemente di rendimento rispetto all'annata rookie. A riprova di ciò nell'estate 2010 Fernández esterna prima personalmente, e poi tramite il suo agente, il desiderio di lasciare Portland, e forse l'NBA, per tornare in Europa, ricevendo così due multe (250.000 $ e 50.000 $) dalla lega per tale comportamento.
Lo spagnolo, nelle due stagioni giocate a Portland, viene infatti scarsamente impiegato (in totale in tre anni coi Blazers sarà titolare solo 9 volte) da coach McMillan, nonostante il pubblico dell'Oregon lo annoveri tra i suoi beniamini. La situazione nella terza stagione a Portland non cambia; in aggiunta a ciò Fernández è protagonista di una pessima serie playoff contro i futuri campioni dei Dallas Mavericks (2,8 punti a partita col 22% dal campo): Portland viene eliminata 4-2 al primo turno per il terzo anno di fila. Al termine della offseason è chiaro come il futuro di Fernández sia oramai lontano dai Blazers, e forse anche dalla NBA.
Il giorno del Draft NBA 2011 i Blazers, ormai in rotta con Fernández, lo cedono (insieme ai diritti su Petteri Koponen) ai Dallas Mavericks in cambio delle scelte n° 26 e 57 dei texani, nel quadro di uno scambio a tre che include anche i Denver Nuggets.

#### Real Madrid
Durante il lockout NBA 2011-2012, Fernández ha firmato un contratto per il Real Madrid con cui esordisce il 9 ottobre 2011 contro il Baloncesto Fuenlabrada e disputa 17 partite tra Liga Endesa ed Eurolega..

#### Denver Nuggets
Il 13 dicembre, a lockout terminato, i Denver Nuggets acquistano Fernández dalla franchigia dei Dallas Mavericks (assieme a Corey Brewer) in cambio di una futura seconda scelta al draft. Con la franchigia del Colorado (in cui gioca anche Danilo Gallinari) riuscirà a disputare solo 31 partite a causa di un infortunio alla schiena che fa terminare anzitempo la sua stagione.

#### Secondo ritorno in Europa (2012-14)
Il 4 luglio 2012 firma un contratto di 3 anni con il Real Madrid. Nella sua prima stagione vince il campionato e arriva a giocarsi la finale di Eurolega, in cui il Real viene sconfitto dall'Olympiakos; al termine della stagione conquisterà la Liga Endesa (massimo campionato spagnolo) contro il Barcellona in un “classico” concluso solo a gara 5. 
La stagione 2013-14 è molto proficua per le statistiche di Rudy (il 4 maggio contra lo Zaragoza segna 30 punti, massimo in carriera con il Real), ma non per i risultati: infatti i blancos perdono la finale di Eurolega contro il Maccabi Tel Aviv e anche il campionato spagnolo per 3-1 contro il Barcellona.

#### Le due Euroleghe e i grandi successi con Madrid (2014-21)
Nella stagione 2014-15 con il Real Madrid Fernández vince l’Eurolega battendo in finale l’Olimpiakos per 78-59; vince anche il campionato spagnolo, Supercoppa e coppa del Rey da MVP in quella che rappresenta la sua più proficua stagione con Madrid. Nella stagione 2015-16 resta fuori per tre mesi a causa di un infortunio, tornando in tempo per vincere il suo terzo campionato spagnolo.
Nella stagione 2016-17 Madrid deluderà, come le cifre dello stesso Fernández, con un 4º posto in Eurolega e la sconfitta in finale di Liga endesa contro il Valencia; ma l’annata successiva sarà piena di successi con la vittoria del Real, guidato da un giovane e talentuoso Luka Dončić, grande amico dello stesso Rudy, contro il Fenerbahçe in finale di EuroLeague e la vittoria del campionato spagnolo per 3-1 contro il Baskonia con 27 punti di Fernández nella decisiva gara 4 che gli valgono l’MVP delle finali terminate con 12 punti di media. Nella stagione 2018-19 Madrid ottiene un terzo posto in Eurolega e vince il campionato spagnolo. Nella stagione successiva, con l'Eurolega interrotta a causa della pandemia di Covid-19, Madrid delude ai playoff di Liga Endesa, ma vincerà coppa del Rey e Supercoppa.
Nella stagione 2020-21, il giocatore mette in bacheca ”soltanto” una Supercoppa; perderà la finale di campionato e anche ai quarti di Euroleague contro i futuri campioni dell’Andolou Efes.

#### Gli ultimi trofei, l’Eurolega a Kaunas e il ritiro da bandiera del Real (2021-2024)
Dalla stagione 2021-22, dopo il ritiro di Felipe Reyes, Rudy Fernández diventa il vice capitano del Real Madrid. La stagione inizia con la vittoria della Supercoppa spagnola; in Eurolega dopo una buona stagione regolare il Real si posiziona al 4º posto e ai playoff vince contro il Maccabi Tel Aviv e il Barcellona, quindi affronta in una rocambolesca finale l’Andolou Efes, squadra campione in carica, perdendo 58-57. La sconfitta è meno amara con la vittoria del campionato spagnolo contro il Barcellona.
Dopo l'edizione di Eurobasket 2022 Fernandez ha dei problemi fisici che lo terranno lontano dal campo fino a fine dicembre. Ad aprile nella gara 2 dei playoff di Eurolega segna 16 punti, ma la partita verrà interrotta in seguito ad una maxi rissa; Madrid si trova sotto 2-0, ma senza gran parte dei suoi giocatori la squadra riuscirà a ribaltare la serie per 3-2 grazie alle notevoli prestazioni di Sergio Rodriguez Gomez. I blancos superano il Barcellona in semifinale e battono l’Olympiakos in finale per 79-78 grazie a un tiro quasi allo scadere di Sergio Llull; sarà l'undicesima Eurolega per il Real, la terza per Fernández oltre che per Llull e Rodríguez. 
La stagione 2023-24 è l’ultima della carriera di Fernández, che il 4 aprile del 2024 (giorno del suo 39º compleanno) dichiara l'intenzione di ritirarsi dopo le Olimpiadi di Parigi. Fernandez però ha ancora il tempo di vincere una Supercoppa ed una Coppa del Rey; inoltre il suo Real conclude la Liga Endesa al secondo posto e domina la stagione regolare in Eurolega. Ai playoff batte 3-0 il Baskonia, facendo così giocare a Fernandez la sua nona Final Four; a Berlino batte in semifinale l’Olimpiakos ma è sconfitta in finale dal Panathinaikos. Rudy concluderà in bellezza il campionato spagnolo, battendo Gran Canaria, Barcellona e in finale il Murcia; in gara 2 Rudy mette a referto 14 punti, ricevendo dal WiZink Center una standing ovation per la sua ultima partita in casa dalla squadra con cui ha giocato per le ultime 12 stagioni. La serie si conclude per 3-0 il 12 giugno 2024 e Fernández vince il suo 7º campionato. Madrid conclude i playoff con un 8-0.

#### Ritiro e la lettera di addio
Conclude la carriera con il Real Madrid con 26 trofei totali, 754 presenze totali ( 3º per presenze nella storia del Real Madrid, dopo i connazionali Sergio Llull e Felipe Reyes  ) e più di 6600 punti. Dopo la conclusione dei giochi olimpici di Parigi il 16 agosto il  Real Madrid Baloncesto  gli dedica un bellissimo tributo per celebrare le sue tredici stagioni con la maglia dei blancos; nelle stesso giorno Rudy scrive una lettera di addio:
“Con questo video si conclude un viaggio incredibile, un viaggio che non avrei mai pensato di vivere sino a 39 anni come giocatore professionista di pallacanestro. Mi ritiro con la sensazione di essere stato un giocatore apprezzato in ogni squadra o club in cui ho militato. 
Non avrei mai sognato di volare così veloce, così in alto e di competere uno contro uno chiunque mi passasse davanti. Mi mancherete in campo, ma ora devo trovare una nuova strada e passare più tempo con la mia famiglia. Ma continuerò a godermi questo meraviglioso sport, sempre. Grazie a tutti voi per aver viaggiato al mio fianco”.

Il 25 Settembre 2024 avviene la cerimonia di addio al Real Madrid presso il WiZink Center.

## Nazionale
Ha esordito nelle competizioni internazionali di pallacanestro a 16 anni, partecipando al campionato europeo juniores. Successivamente, ha preso parte alle olimpiadi di Atene 2004, dove la Spagna ha ottenuto il 7º posto. A partire dai giochi ateniesi è sempre stato presente (e spesso titolare) nella rosa della Spagna nelle grandi competizioni internazionali ( ad eccezione solo di Eurobasket 2017 saltato per infortunio). Ha partecipato a 7 edizioni dei campionati europei vincendone 4: Eurobasket 2009, 2011, 2015 e 2022, edizione nella quale fu l’ultimo veterano della generazione dorata a guidare la nazionale al trionfo in Germania (nel 2005 un 4º posto, nel 2007 argento e nel 2013 un bronzo),; ha giocato 5 mondiali vincendone 2 (oro nel 2006 con 9,1 punti a partita e oro nel 2019); ai mondiali del 2023 ha superato il record di 253 presenze in nazionale detenuto da  Juan Carlos Navarro  per presenze con la Roja. Ha giocato 6 Olimpiadi (dopo la qualificazione a Parigi 2024 tramite il Preolimpico di Valencia è diventato l’unicounico giocatore a partecipare a un tale numero di giochi olimpici) nelle quali ha ottenuto tre medaglie: argento a Pechino 2008 dove è stato tra i protagonisti del torneo (13,1 punti di media) soprattutto in semifinale contro la Lituania e in finale contro gli USA, fu uno dei pochi spagnoli a non avere timore nel giocare faccia a faccia contro le stelle NBA lo dimostra celebre la sua schiacciata subendo anche il fallo su Dwight Howard. Argento all’Londra 2012 e bronzo all’Rio De Janairo 2016; nel 2021 la Spagna ha ottenuto un magro 6º posto all’Tokyo 2020 dopo la sconfitta ai quarti di finale contro Team Usa per 95-81. Il 23 luglio 2024 Fernandez raggiunge i 20 anni di carriera con la nazionale iberica nell'amichevole ( la sua ultima partita sul suolo spagnolo) a Madrid in vista di Parigi contro il Portorico, dove (Rudy realizza anche un fantastico canestro da metà campo);. finite le celebrazioni la Spagna va a Parigi 2024 dove esordisce il 27 luglio contro l’Australia, perdendo per 92-80; il 30 luglio la Spagna vince una partita fondamentale contro la Grecia di Antetokounmpo per 84-77, sono proprio i veterani Llull e Rudy, autore di 10 punti, a guidare la Spagna; la Spagna dopo la vittoria della Grecia sull’Australia è costretta a vincere contro il Canada per poter andare ai quarti di finale. La partita è molto lottata ma alla fine la vince il Canada per 88-85, facendo così finire gli iberici ultimi nel girone. Il 2 Agosto 2024, dopo l’eliminazione della Spagna dall’olimpiade di Parigi, si chiude la  carriera di Rudy Fernandez con la nazionale oltre che da professionista , 20 anni di leale servizio per la selection (Scariolo: un esempio per tutti) totalizzato 266 presente e 2161 punti, ha vinto 6 medaglie d'oro, 3 argentini e 2 bronzi.

## Statistiche

### NBA

#### Regular Season
| Anno      | Squadra             | PG  | PT | MP   | TC%  | 3P%  | TL%  | RP  | AP  | PRP | SP  | PP   |
| --------- | ------------------- | --- | -- | ---- | ---- | ---- | ---- | --- | --- | --- | --- | ---- |
| 2008-2009 | Portland T. Blazers | 78  | 4  | 25,6 | 42,5 | 39,9 | 83,9 | 2,7 | 2,0 | 0,9 | 0,2 | 10,4 |
| 2009-2010 | Portland T. Blazers | 62  | 2  | 23,2 | 37,8 | 36,8 | 86,7 | 2,6 | 2,0 | 1,0 | 0,2 | 8,1  |
| 2010-2011 | Portland T. Blazers | 78  | 3  | 23,3 | 37,0 | 32,1 | 86,3 | 2,2 | 2,5 | 1,1 | 0,2 | 8,6  |
| 2011-2012 | Denver Nuggets      | 31  | 1  | 22,9 | 44,0 | 32,8 | 69,8 | 2,1 | 2,4 | 1,0 | 0,1 | 8,6  |
| Carriera  | Carriera            | 249 | 10 | 24,0 | 39,9 | 36,0 | 84,0 | 2,4 | 2,2 | 1,0 | 0,2 | 9,1  |

#### Playoffs
| Anno     | Squadra             | PG | PT | MP   | TC%  | 3P%  | TL%  | RP  | AP  | PRP | SP  | PP  |
| -------- | ------------------- | -- | -- | ---- | ---- | ---- | ---- | --- | --- | --- | --- | --- |
| 2009     | Portland T. Blazers | 6  | 1  | 27,0 | 42,9 | 42,1 | 100  | 2,8 | 1,0 | 1,3 | 0,5 | 7,5 |
| 2010     | Portland T. Blazers | 6  | 3  | 19,8 | 44,4 | 47,8 | 75,0 | 1,7 | 1,3 | 0,2 | 0,0 | 6,8 |
| 2011     | Portland T. Blazers | 6  | 0  | 13,5 | 22,2 | 30,0 | 66,7 | 2,0 | 0,8 | 0,3 | 0,2 | 2,8 |
| Carriera | Carriera            | 18 | 4  | 20,1 | 38,8 | 42,3 | 79,2 | 2,2 | 1,1 | 0,6 | 0,2 | 5,7 |

#### Massimi in carriera
- Massimo di punti: 26 vs Minnesota Timberwolves (17 dicembre 2010)[4]
- Massimo di rimbalzi: 10 vs Los Angeles Clippers (12 dicembre 2008)
- Massimo di assist: 9 vs Golden State Warriors (14 aprile 2010)
- Massimo di palle rubate: 5 vs Minnesota Timberwolves (17 gennaio 2011)
- Massimo di stoppate: 2 (3 volte)
- Massimo di minuti giocati: 44 vs Denver Nuggets (25 febbraio 2011)

### Eurolega
| Anno       | Squadra           | PG  | PT  | MP   | TC%  | 3P%  | TL%  | RP  | AP  | PRP | SP  | PP   |
| ---------- | ----------------- | --- | --- | ---- | ---- | ---- | ---- | --- | --- | --- | --- | ---- |
| 2006-2007  | Joventut Badalona | 19  | 15  | 25,7 | 47,8 | 42,9 | 81,4 | 3,8 | 1,7 | 2,1 | 0,3 | 15,8 |
| 2011-2012  | Real Madrid       | 8   | 8   | 25,0 | 38,5 | 31,9 | 89,5 | 3,1 | 2,2 | 1,2 | 0,1 | 11,5 |
| 2012-2013  | Real Madrid       | 27  | 26  | 27,2 | 42,9 | 33,8 | 80,2 | 3,9 | 3,1 | 1,5 | 0,4 | 13,7 |
| 2013-2014  | Real Madrid       | 31  | 31  | 27,9 | 43,2 | 35,3 | 89,1 | 4,4 | 3,3 | 1,5 | 0,2 | 13,2 |
| 2014-2015† | Real Madrid       | 25  | 25  | 27,4 | 41,6 | 35,5 | 89,2 | 3,4 | 3,3 | 1,5 | 0,1 | 12,7 |
| 2015-2016  | Real Madrid       | 14  | 11  | 22,6 | 37,2 | 30,4 | 73,1 | 2,4 | 1,9 | 0,4 | 0,1 | 7,6  |
| 2016-2017  | Real Madrid       | 32  | 7   | 23,4 | 34,3 | 32,3 | 75,0 | 2,8 | 3,2 | 1,2 | 0,1 | 6,5  |
| 2017-2018† | Real Madrid       | 31  | 2   | 19,4 | 38,2 | 37,1 | 87,9 | 2,5 | 2,6 | 0,7 | 0,2 | 7,4  |
| 2018-2019  | Real Madrid       | 31  | 7   | 20,5 | 40,9 | 41,4 | 81,5 | 2,8 | 2,7 | 0,8 | 0,2 | 9,0  |
| 2019-2020  | Real Madrid       | 25  | 3   | 20,0 | 39,2 | 41,6 | 77,1 | 2,0 | 2,0 | 1,0 | 0,1 | 8,1  |
| 2020-2021  | Real Madrid       | 28  | 0   | 15,4 | 34,3 | 34,6 | 84,6 | 1,1 | 1,2 | 0,5 | 0,1 | 5,5  |
| 2021-2022  | Real Madrid       | 34  | 0   | 18,5 | 35,5 | 32,7 | 76,9 | 3,0 | 2,0 | 0,9 | 0,2 | 6,0  |
| 2022-2023† | Real Madrid       | 20  | 0   | 17,4 | 33,7 | 29,9 | 100  | 2,2 | 1,5 | 0,8 | 0,2 | 4,3  |
| 2023-2024  | Real Madrid       | 24  | 0   | 15,4 | 37,3 | 36,5 | 85,7 | 1,9 | 1,5 | 0,9 | 0,0 | 3,3  |
| Carriera   | Carriera          | 349 | 135 | 21,6 | 39,8 | 35,9 | 83,5 | 2,8 | 2,4 | 1,1 | 0,2 | 8,7  |

### Cronologia presenze e punti in Nazionale
| Cronologia completa delle presenze e dei punti in Nazionale - Spagna | Cronologia completa delle presenze e dei punti in Nazionale - Spagna | Cronologia completa delle presenze e dei punti in Nazionale - Spagna | Cronologia completa delle presenze e dei punti in Nazionale - Spagna | Cronologia completa delle presenze e dei punti in Nazionale - Spagna | Cronologia completa delle presenze e dei punti in Nazionale - Spagna | Cronologia completa delle presenze e dei punti in Nazionale - Spagna | Cronologia completa delle presenze e dei punti in Nazionale - Spagna |
| Data                                                                 | Città                                                                | In casa                                                              | Risultato                                                            | Ospiti                                                               | Competizione                                                         | Punti                                                                | Note                                                                 |
| -------------------------------------------------------------------- | -------------------------------------------------------------------- | -------------------------------------------------------------------- | -------------------------------------------------------------------- | -------------------------------------------------------------------- | -------------------------------------------------------------------- | -------------------------------------------------------------------- | -------------------------------------------------------------------- |
| 23-7-2004                                                            | Maiorca                                                              | Spagna                                                               | 97 - 70                                                              | Croazia                                                              | Amichevole                                                           | 4                                                                    |                                                                      |
| 24-7-2004                                                            | Maiorca                                                              | Spagna                                                               | 83 - 78                                                              | Serbia e Montenegro                                                  | Amichevole                                                           | 11                                                                   |                                                                      |
| 27-7-2004                                                            | Granada                                                              | Spagna                                                               | 76 - 60                                                              | Serbia e Montenegro                                                  | Amichevole                                                           | 2                                                                    |                                                                      |
| 2-8-2004                                                             | Alicante                                                             | Spagna                                                               | 97 - 70                                                              | Brasile                                                              | Amichevole                                                           | 9                                                                    |                                                                      |
| 4-8-2004                                                             | Alicante                                                             | Spagna                                                               | 113 - 62                                                             | Porto Rico                                                           | Amichevole                                                           | 12                                                                   |                                                                      |
| 6-8-2004                                                             | Madrid                                                               | Spagna                                                               | 80 - 70                                                              | Grecia                                                               | Amichevole                                                           | 5                                                                    |                                                                      |
| 7-8-2004                                                             | Madrid                                                               | Spagna                                                               | 98 - 90                                                              | Argentina                                                            | Amichevole                                                           | 2                                                                    |                                                                      |
| 15-8-2004                                                            | Atene                                                                | Cina                                                                 | 58 - 83                                                              | Spagna                                                               | Olimpiadi 2004 - 1º turno                                            | 6                                                                    |                                                                      |
| 17-8-2004                                                            | Atene                                                                | Spagna                                                               | 87 - 76                                                              | Argentina                                                            | Olimpiadi 2004 - 1º turno                                            | 0                                                                    |                                                                      |
| 19-8-2004                                                            | Atene                                                                | Italia                                                               | 63 - 71                                                              | Spagna                                                               | Olimpiadi 2004 - 1º turno                                            | 7                                                                    |                                                                      |
| 21-8-2004                                                            | Atene                                                                | Spagna                                                               | 76 - 68                                                              | Serbia e Montenegro                                                  | Olimpiadi 2004 - 1º turno                                            | 0                                                                    |                                                                      |
| 23-8-2004                                                            | Atene                                                                | Spagna                                                               | 88 - 84                                                              | Nuova Zelanda                                                        | Olimpiadi 2004 - 1º turno                                            | 15                                                                   |                                                                      |
| 26-8-2004                                                            | Atene                                                                | Spagna                                                               | 94 - 102                                                             | Stati Uniti                                                          | Olimpiadi 2004 - Quarti di finale                                    | 6                                                                    |                                                                      |
| 28-8-2004                                                            | Atene                                                                | Cina                                                                 | 76 - 92                                                              | Spagna                                                               | Olimpiadi 2004 - Finale 7º posto                                     | 2                                                                    |                                                                      |
| 27-8-2005                                                            | Calp                                                                 | Spagna                                                               | 95 - 84                                                              | Francia                                                              | Amichevole                                                           | 12                                                                   |                                                                      |
| 28-8-2005                                                            | Alicante                                                             | Spagna                                                               | 94 - 88                                                              | Francia                                                              | Amichevole                                                           | 8                                                                    |                                                                      |
| 2-9-2005                                                             | Castellón                                                            | Spagna                                                               | 82 - 49                                                              | Ucraina                                                              | Amichevole                                                           | 15                                                                   |                                                                      |
| 3-9-2005                                                             | Valencia                                                             | Spagna                                                               | 75 - 68                                                              | Germania                                                             | Amichevole                                                           | 11                                                                   |                                                                      |
| 6-9-2005                                                             | Cordova                                                              | Spagna                                                               | 98 - 99 dts                                                          | Croazia                                                              | Amichevole                                                           | 0                                                                    |                                                                      |
| 8-9-2005                                                             | Granada                                                              | Spagna                                                               | 89 - 82                                                              | Croazia                                                              | Amichevole                                                           | 0                                                                    |                                                                      |
| 10-9-2005                                                            | Madrid                                                               | Spagna                                                               | 80 - 88                                                              | Grecia                                                               | Amichevole                                                           | 0                                                                    |                                                                      |
| 16-9-2005                                                            | Novi Sad                                                             | Serbia e Montenegro                                                  | 89 - 70                                                              | Spagna                                                               | EuroBasket 2005 - Gironi                                             | 9                                                                    |                                                                      |
| 17-9-2005                                                            | Novi Sad                                                             | Lettonia                                                             | 109 - 114 dts                                                        | Spagna                                                               | EuroBasket 2005 - Gironi                                             | 3                                                                    |                                                                      |
| 18-9-2005                                                            | Novi Sad                                                             | Israele                                                              | 77 - 85                                                              | Spagna                                                               | EuroBasket 2005 - Gironi                                             | 0                                                                    |                                                                      |
| 25-9-2005                                                            | Belgrado                                                             | Spagna                                                               | 101 - 85                                                             | Croazia                                                              | EuroBasket 2005 - Quarti                                             | 4                                                                    |                                                                      |
| 24-9-2005                                                            | Belgrado                                                             | Germania                                                             | 74 - 73                                                              | Spagna                                                               | EuroBasket 2005 - Semifinali                                         | 0                                                                    |                                                                      |
| 25-9-2005                                                            | Belgrado                                                             | Francia                                                              | 98 - 68                                                              | Spagna                                                               | EuroBasket 2005 - Finale 3º/4º posto                                 | 0                                                                    |                                                                      |
| 26-7-2006                                                            | Cordova                                                              | Spagna                                                               | 96 - 49                                                              | Cina                                                                 | Amichevole                                                           | 9                                                                    |                                                                      |
| 29-7-2006                                                            | Castellón de la Plana                                                | Spagna                                                               | 97 - 63                                                              | Cina                                                                 | Amichevole                                                           | 4                                                                    |                                                                      |
| 30-7-2006                                                            | Valencia                                                             | Spagna                                                               | 97 - 73                                                              | Angola                                                               | Amichevole                                                           | 7                                                                    |                                                                      |
| 31-7-2006                                                            | Alicante                                                             | Spagna                                                               | 83 - 62                                                              | Serbia                                                               | Amichevole                                                           | 8                                                                    |                                                                      |
| 5-8-2006                                                             | Madrid                                                               | Spagna                                                               | 89 - 57                                                              | Polonia                                                              | Amichevole                                                           | 9                                                                    |                                                                      |
| 6-8-2006                                                             | Madrid                                                               | Spagna                                                               | 79 - 67                                                              | Argentina                                                            | Amichevole                                                           | 11                                                                   |                                                                      |
| 11-8-2006                                                            | Kallang                                                              | Spagna                                                               | 96 - 85                                                              | Slovenia                                                             | Amichevole                                                           | 4                                                                    |                                                                      |
| 12-8-2006                                                            | Kallang                                                              | Spagna                                                               | 80 - 65                                                              | Serbia                                                               | Amichevole                                                           | 12                                                                   |                                                                      |
| 13-8-2006                                                            | Madrid                                                               | Spagna                                                               | 87 - 66                                                              | Argentina                                                            | Amichevole                                                           | 3                                                                    |                                                                      |
| 19-8-2006                                                            | Hiroshima                                                            | Spagna                                                               | 86 - 70                                                              | Nuova Zelanda                                                        | Mondiali 2006 - 1º turno                                             | 2                                                                    |                                                                      |
| 20-8-2006                                                            | Hiroshima                                                            | Panama                                                               | 57 - 101                                                             | Spagna                                                               | Mondiali 2006 - 1º turno                                             | 21                                                                   |                                                                      |
| 21-8-2006                                                            | Hiroshima                                                            | Germania                                                             | 71 - 92                                                              | Spagna                                                               | Mondiali 2006 - 1º turno                                             | 7                                                                    |                                                                      |
| 23-8-2006                                                            | Hiroshima                                                            | Spagna                                                               | 93 - 83                                                              | Angola                                                               | Mondiali 2006 - 1º turno                                             | 16                                                                   |                                                                      |
| 24-8-2006                                                            | Hiroshima                                                            | Giappone                                                             | 55 - 104                                                             | Spagna                                                               | Mondiali 2006 - 1º turno                                             | 4                                                                    |                                                                      |
| 26-8-2006                                                            | Saitama                                                              | Spagna                                                               | 87 - 75                                                              | Serbia                                                               | Mondiali 2006 - Ottavi di finale                                     | 18                                                                   |                                                                      |
| 29-8-2006                                                            | Saitama                                                              | Spagna                                                               | 89 - 67                                                              | Lituania                                                             | Mondiali 2006 - Quarti di finale                                     | 10                                                                   |                                                                      |
| 1-9-2006                                                             | Saitama                                                              | Spagna                                                               | 75 - 74                                                              | Argentina                                                            | Mondiali 2006 - Semifinale                                           | 4                                                                    |                                                                      |
| 3-9-2006                                                             | Saitama                                                              | Spagna                                                               | 70 - 47                                                              | Grecia                                                               | Mondiali 2006 - Finale                                               | 0                                                                    |                                                                      |
| 8-8-2007                                                             | Jerez de la Frontera                                                 | Spagna                                                               | 93 - 69                                                              | Venezuela                                                            | Amichevole                                                           | 17                                                                   |                                                                      |
| 14-8-2007                                                            | Logroño                                                              | Spagna                                                               | 82 - 65                                                              | Portogallo                                                           | Amichevole                                                           | 16                                                                   |                                                                      |
| 16-8-2007                                                            | Gijón                                                                | Spagna                                                               | 95 - 75                                                              | Lituania                                                             | Amichevole                                                           | 9                                                                    |                                                                      |
| 18-8-2007                                                            | Ourense                                                              | Spagna                                                               | 97 - 74                                                              | Lituania                                                             | Amichevole                                                           | 9                                                                    |                                                                      |
| 21-8-2007                                                            | Castellón de la Plana                                                | Spagna                                                               | 79 - 55                                                              | Rep. Ceca                                                            | Amichevole                                                           | 17                                                                   |                                                                      |
| 22-8-2007                                                            | Valencia                                                             | Spagna                                                               | 79 - 55                                                              | Germania                                                             | Amichevole                                                           | 5                                                                    |                                                                      |
| 28-8-2007                                                            | Maiorca                                                              | Spagna                                                               | 72 - 56                                                              | Germania                                                             | Amichevole                                                           | 12                                                                   |                                                                      |
| 29-8-2007                                                            | Alicante                                                             | Spagna                                                               | 87 - 72                                                              | Francia                                                              | Amichevole                                                           | 16                                                                   |                                                                      |
| 3-9-2007                                                             | Siviglia                                                             | Spagna                                                               | 82 - 56                                                              | Portogallo                                                           | EuroBasket 2007 - 1º turno                                           | 7                                                                    |                                                                      |
| 4-9-2007                                                             | Siviglia                                                             | Spagna                                                               | 93 - 77                                                              | Lettonia                                                             | EuroBasket 2007 - 1º turno                                           | 20                                                                   |                                                                      |
| 5-9-2007                                                             | Siviglia                                                             | Spagna                                                               | 84 - 85                                                              | Croazia                                                              | EuroBasket 2007 - 1º turno                                           | 14                                                                   |                                                                      |
| 7-9-2007                                                             | Madrid                                                               | Spagna                                                               | 76 - 58                                                              | Grecia                                                               | EuroBasket 2007 - 2º turno                                           | 20                                                                   |                                                                      |
| 9-9-2007                                                             | Madrid                                                               | Spagna                                                               | 81 - 69                                                              | Russia                                                               | EuroBasket 2007 - 2º turno                                           | 2                                                                    |                                                                      |
| 11-9-2007                                                            | Madrid                                                               | Spagna                                                               | 99 - 73                                                              | Israele                                                              | EuroBasket 2007 - 2º turno                                           | 7                                                                    |                                                                      |
| 13-9-2007                                                            | Madrid                                                               | Spagna                                                               | 83 - 55                                                              | Germania                                                             | EuroBasket 2007 - Quarti di finale                                   | 12                                                                   |                                                                      |
| 15-9-2007                                                            | Madrid                                                               | Spagna                                                               | 82 - 77                                                              | Grecia                                                               | EuroBasket 2007 - Semifinale                                         | 2                                                                    |                                                                      |
| 16-9-2007                                                            | Madrid                                                               | Spagna                                                               | 59 - 60                                                              | Russia                                                               | EuroBasket 2007 - Finale                                             | 5                                                                    |                                                                      |
| 18-7-2008                                                            | Granadilla                                                           | Spagna                                                               | 84 - 35                                                              | Portogallo                                                           | Amichevole                                                           | 2                                                                    |                                                                      |
| 20-7-2008                                                            | Cáceres                                                              | Spagna                                                               | 91 - 56                                                              | Russia                                                               | Amichevole                                                           | 11                                                                   |                                                                      |
| 22-7-2008                                                            | Madrid                                                               | Spagna                                                               | 90 - 88                                                              | Argentina                                                            | Amichevole                                                           | 9                                                                    |                                                                      |
| 24-7-2008                                                            | Ourense                                                              | Spagna                                                               | 81 - 66                                                              | Lituania                                                             | Amichevole                                                           | 16                                                                   |                                                                      |
| 26-7-2008                                                            | Ourense                                                              | Spagna                                                               | 87 - 62                                                              | Argentina                                                            | Amichevole                                                           | 3                                                                    |                                                                      |
| 28-7-2008                                                            | Saragozza                                                            | Spagna                                                               | 103 - 45                                                             | Ungheria                                                             | Amichevole                                                           | 8                                                                    |                                                                      |
| 30-7-2008                                                            | Castellón de la Plana                                                | Spagna                                                               | 107 - 57                                                             | Lettonia                                                             | Amichevole                                                           | 14                                                                   |                                                                      |
| 10-8-2008                                                            | Pechino                                                              | Spagna                                                               | 81 - 66                                                              | Grecia                                                               | Olimpiadi 2008 - 1º turno                                            | 16                                                                   |                                                                      |
| 12-8-2008                                                            | Pechino                                                              | Cina                                                                 | 75 - 85                                                              | Spagna                                                               | Olimpiadi 2008 - 1º turno                                            | 21                                                                   |                                                                      |
| 14-8-2008                                                            | Pechino                                                              | Germania                                                             | 59 - 72                                                              | Spagna                                                               | Olimpiadi 2008 - 1º turno                                            | 3                                                                    |                                                                      |
| 16-8-2008                                                            | Pechino                                                              | Spagna                                                               | 82 - 119                                                             | Stati Uniti                                                          | Olimpiadi 2008 - 1º turno                                            | 8                                                                    |                                                                      |
| 18-8-2008                                                            | Pechino                                                              | Angola                                                               | 50 - 98                                                              | Spagna                                                               | Olimpiadi 2008 - 1º turno                                            | 9                                                                    |                                                                      |
| 20-8-2008                                                            | Pechino                                                              | Spagna                                                               | 72 - 59                                                              | Croazia                                                              | Olimpiadi 2008 - Quarti di finale                                    | 8                                                                    |                                                                      |
| 22-8-2008                                                            | Pechino                                                              | Lituania                                                             | 86 - 91                                                              | Spagna                                                               | Olimpiadi 2008 - Semifinale                                          | 18                                                                   |                                                                      |
| 24-8-2008                                                            | Pechino                                                              | Spagna                                                               | 107 - 118                                                            | Stati Uniti                                                          | Olimpiadi 2008 - Finale                                              | 22                                                                   |                                                                      |
| 14-9-2009                                                            | Las Palmas                                                           | Spagna                                                               | 94 - 57                                                              | Cuba                                                                 | Amichevole                                                           | 10                                                                   |                                                                      |
| 19-9-2009                                                            | Siviglia                                                             | Spagna                                                               | 84 - 63                                                              | Gran Bretagna                                                        | Amichevole                                                           | 11                                                                   |                                                                      |
| 20-9-2009                                                            | Siviglia                                                             | Spagna                                                               | 89 - 71                                                              | Slovenia                                                             | Amichevole                                                           | 8                                                                    |                                                                      |
| 21-9-2009                                                            | Siviglia                                                             | Spagna                                                               | 100 - 94                                                             | Lituania                                                             | Amichevole                                                           | 4                                                                    |                                                                      |
| 26-9-2009                                                            | Zaragoza                                                             | Spagna                                                               | 102 - 79                                                             | Israele                                                              | Amichevole                                                           | 12                                                                   |                                                                      |
| 27-9-2009                                                            | Zaragoza                                                             | Spagna                                                               | 88 - 83                                                              | Polonia                                                              | Amichevole                                                           | 10                                                                   |                                                                      |
| 30-9-2009                                                            | Murcia                                                               | Spagna                                                               | 93 - 56                                                              | Israele                                                              | Amichevole                                                           | 19                                                                   |                                                                      |
| 3-9-2009                                                             | Vilnius                                                              | Lituania                                                             | 94 - 72                                                              | Spagna                                                               | Amichevole                                                           | 0                                                                    |                                                                      |
| 7-9-2009                                                             | Varsavia                                                             | Serbia                                                               | 66 - 57                                                              | Spagna                                                               | EuroBasket 2009 - 1º turno                                           | 0                                                                    |                                                                      |
| 8-9-2009                                                             | Varsavia                                                             | Spagna                                                               | 84 - 76                                                              | Gran Bretagna                                                        | EuroBasket 2009 - 1º turno                                           | 13                                                                   |                                                                      |
| 9-9-2009                                                             | Varsavia                                                             | Spagna                                                               | 90 - 84 dts                                                          | Slovenia                                                             | EuroBasket 2009 - 1º turno                                           | 19                                                                   |                                                                      |
| 12-9-2009                                                            | Łódź                                                                 | Turchia                                                              | 63 - 60                                                              | Spagna                                                               | EuroBasket 2009 - 2º turno                                           | 16                                                                   |                                                                      |
| 14-9-2009                                                            | Łódź                                                                 | Spagna                                                               | 84 - 70                                                              | Lituania                                                             | EuroBasket 2009 - 2º turno                                           | 11                                                                   |                                                                      |
| 16-9-2009                                                            | Łódź                                                                 | Polonia                                                              | 68 - 90                                                              | Spagna                                                               | EuroBasket 2009 - 2º turno                                           | 7                                                                    |                                                                      |
| 17-9-2009                                                            | Katowice                                                             | Francia                                                              | 66 - 96                                                              | Spagna                                                               | EuroBasket 2009 - Quarti di finale                                   | 16                                                                   |                                                                      |
| 19-9-2009                                                            | Katowice                                                             | Spagna                                                               | 82 - 64                                                              | Grecia                                                               | EuroBasket 2009 - Semifinale                                         | 14                                                                   |                                                                      |
| 20-9-2009                                                            | Katowice                                                             | Spagna                                                               | 85 - 63                                                              | Serbia                                                               | EuroBasket 2009 - Finale                                             | 13                                                                   |                                                                      |
| 1-8-2010                                                             | Las Palmas                                                           | Spagna                                                               | 84 - 38                                                              | Canada                                                               | Amichevole                                                           | 12                                                                   |                                                                      |
| 2-8-2010                                                             | Las Palmas                                                           | Spagna                                                               | 85 - 70                                                              | Costa d'Avorio                                                       | Amichevole                                                           | 5                                                                    |                                                                      |
| 7-8-2010                                                             | Vitoria                                                              | Spagna                                                               | 97 - 76                                                              | Lituania                                                             | Amichevole                                                           | 7                                                                    |                                                                      |
| 8-8-2010                                                             | Vitoria                                                              | Spagna                                                               | 88 - 68                                                              | Slovenia                                                             | Amichevole                                                           | 19                                                                   |                                                                      |
| 10-8-2010                                                            | Lubiana                                                              | Slovenia                                                             | 72 - 79                                                              | Spagna                                                               | Amichevole                                                           | 10                                                                   |                                                                      |
| 15-8-2010                                                            | Logrono                                                              | Spagna                                                               | 83 - 76                                                              | Argentina                                                            | Amichevole                                                           | 0                                                                    |                                                                      |
| 17-8-2010                                                            | Logrono                                                              | Spagna                                                               | 84 - 68                                                              | Brasile                                                              | Amichevole                                                           | 0                                                                    |                                                                      |
| 20-8-2010                                                            | Madrid                                                               | Spagna                                                               | 94 - 75                                                              | Lituania                                                             | Amichevole                                                           | 6                                                                    |                                                                      |
| 22-8-2010                                                            | Madrid                                                               | Spagna                                                               | 85 - 86                                                              | Stati Uniti                                                          | Amichevole                                                           | 5                                                                    |                                                                      |
| 28-8-2010                                                            | Smirne                                                               | Francia                                                              | 72 - 66                                                              | Spagna                                                               | Mondiali 2010 - 1º turno                                             | 13                                                                   |                                                                      |
| 29-8-2010                                                            | Smirne                                                               | Spagna                                                               | 101 - 84                                                             | Nuova Zelanda                                                        | Mondiali 2010 - 1º turno                                             | 12                                                                   |                                                                      |
| 31-9-2010                                                            | Smirne                                                               | Lituania                                                             | 76 - 73                                                              | Spagna                                                               | Mondiali 2010 - 1º turno                                             | 13                                                                   |                                                                      |
| 1-9-2010                                                             | Smirne                                                               | Spagna                                                               | 91 - 57                                                              | Libano                                                               | Mondiali 2010 - 1º turno                                             | 7                                                                    |                                                                      |
| 2-9-2010                                                             | Smirne                                                               | Spagna                                                               | 89 - 67                                                              | Canada                                                               | Mondiali 2010 - 1º turno                                             | 19                                                                   |                                                                      |
| 4-9-2010                                                             | Istambul                                                             | Spagna                                                               | 80 - 72                                                              | Grecia                                                               | Mondiali 2010 - Ottavi di finale                                     | 14                                                                   |                                                                      |
| 8-9-2010                                                             | Istambul                                                             | Serbia                                                               | 92 - 89                                                              | Spagna                                                               | Mondiali 2010 - Quarti di finale                                     | 15                                                                   |                                                                      |
| 10-9-2010                                                            | Istambul                                                             | Spagna                                                               | 97 - 80                                                              | Slovenia                                                             | Mondiali 2010 - 8º-5º posto                                          | 16                                                                   |                                                                      |
| 12-9-2010                                                            | Istambul                                                             | Argentina                                                            | 86 - 81                                                              | Spagna                                                               | Mondiali 2010 - 5º-6º posto                                          | 31                                                                   |                                                                      |
| 9-8-2011                                                             | Almería                                                              | Spagna                                                               | 77 - 53                                                              | Francia                                                              | Amichevole                                                           | 0                                                                    |                                                                      |
| 13-8-2011                                                            | Madrid                                                               | Spagna                                                               | 90 - 78                                                              | Lituania                                                             | Amichevole                                                           | 9                                                                    |                                                                      |
| 15-8-2011                                                            | Guadalajara                                                          | Spagna                                                               | 96 - 59                                                              | Bulgaria                                                             | Amichevole                                                           | 2                                                                    |                                                                      |
| 18-8-2011                                                            | Kaunas                                                               | Lituania                                                             | 90 - 78                                                              | Spagna                                                               | Amichevole                                                           | 10                                                                   |                                                                      |
| 20-8-2011                                                            | Malaga                                                               | Spagna                                                               | 73 - 61                                                              | Slovenia                                                             | Amichevole                                                           | 5                                                                    |                                                                      |
| 21-8-2011                                                            | Granada                                                              | Spagna                                                               | 79 - 57                                                              | Slovenia                                                             | Amichevole                                                           | 4                                                                    |                                                                      |
| 25-8-2011                                                            | Murcia                                                               | Spagna                                                               | 79 - 57                                                              | Australia                                                            | Amichevole                                                           | 3                                                                    |                                                                      |
| 26-8-2011                                                            | Valencia                                                             | Spagna                                                               | 97 - 58                                                              | Australia                                                            | Amichevole                                                           | 6                                                                    |                                                                      |
| 31-8-2011                                                            | Panevėžys                                                            | Polonia                                                              | 78 - 83                                                              | Spagna                                                               | EuroBasket 2011 - 1º turno                                           | 4                                                                    |                                                                      |
| 1-9-2011                                                             | Panevėžys                                                            | Portogallo                                                           | 73 - 87                                                              | Spagna                                                               | EuroBasket 2011 - 1º turno                                           | 9                                                                    |                                                                      |
| 2-9-2011                                                             | Panevėžys                                                            | Gran Bretagna                                                        | 69 - 86                                                              | Spagna                                                               | EuroBasket 2011 - 1º turno                                           | 11                                                                   |                                                                      |
| 4-9-2011                                                             | Panevėžys                                                            | Lituania                                                             | 79 - 91                                                              | Spagna                                                               | EuroBasket 2011 - 1º turno                                           | 8                                                                    |                                                                      |
| 5-9-2011                                                             | Panevėžys                                                            | Turchia                                                              | 65 - 57                                                              | Spagna                                                               | EuroBasket 2011 - 1º turno                                           | 11                                                                   |                                                                      |
| 7-9-2011                                                             | Vilnius                                                              | Germania                                                             | 68 - 77                                                              | Spagna                                                               | EuroBasket 2011 - 2º turno                                           | 6                                                                    |                                                                      |
| 9-9-2011                                                             | Vilnius                                                              | Spagna                                                               | 84 - 59                                                              | Serbia                                                               | EuroBasket 2011 - 2º turno                                           | 2                                                                    |                                                                      |
| 11-9-2011                                                            | Vilnius                                                              | Francia                                                              | 69 - 96                                                              | Spagna                                                               | EuroBasket 2011 - 2º turno                                           | 15                                                                   |                                                                      |
| 14-9-2011                                                            | Kaunas                                                               | Spagna                                                               | 86 - 64                                                              | Slovenia                                                             | EuroBasket 2011 - Quarti di finale                                   | 8                                                                    |                                                                      |
| 16-9-2011                                                            | Kaunas                                                               | Spagna                                                               | 92 - 80                                                              | Macedonia                                                            | EuroBasket 2011 - Semifinale                                         | 2                                                                    |                                                                      |
| 18-9-2011                                                            | Kaunas                                                               | Spagna                                                               | 98 - 85                                                              | Francia                                                              | EuroBasket 2011 - Finale                                             | 14                                                                   |                                                                      |
| 9-7-2012                                                             | Valladolid                                                           | Spagna                                                               | 78 - 74                                                              | Gran Bretagna                                                        | Amichevole                                                           | 0                                                                    |                                                                      |
| 10-7-2012                                                            | Madrid                                                               | Spagna                                                               | 81 - 65                                                              | Francia                                                              | Amichevole                                                           | 10                                                                   |                                                                      |
| 13-7-2012                                                            | Salamanca                                                            | Spagna                                                               | 96 - 56                                                              | Tunisia                                                              | Amichevole                                                           | 10                                                                   |                                                                      |
| 15-7-2012                                                            | Bercy                                                                | Francia                                                              | 70 - 75                                                              | Spagna                                                               | Amichevole                                                           | 8                                                                    |                                                                      |
| 17-7-2012                                                            | Granada                                                              | Spagna                                                               | 75 - 69                                                              | Australia                                                            | Amichevole                                                           | 9                                                                    |                                                                      |
| 18-7-2012                                                            | Malaga                                                               | Spagna                                                               | 81 - 75                                                              | Australia                                                            | Amichevole                                                           | 6                                                                    |                                                                      |
| 20-7-2012                                                            | La Coruña                                                            | Spagna                                                               | 105 - 85                                                             | Argentina                                                            | Amichevole                                                           | 12                                                                   |                                                                      |
| 24-7-2012                                                            | Barcellona                                                           | Spagna                                                               | 78 - 100                                                             | Stati Uniti                                                          | Amichevole                                                           | 8                                                                    |                                                                      |
| 29-7-2012                                                            | Londra                                                               | Cina                                                                 | 81 - 97                                                              | Spagna                                                               | Olimpiadi 2012 - 1º turno                                            | 7                                                                    |                                                                      |
| 31-7-2012                                                            | Londra                                                               | Australia                                                            | 70 - 82                                                              | Spagna                                                               | Olimpiadi 2012 - 1º turno                                            | 17                                                                   |                                                                      |
| 2-8-2012                                                             | Londra                                                               | Gran Bretagna                                                        | 78 - 79                                                              | Spagna                                                               | Olimpiadi 2012 - 1º turno                                            | 9                                                                    |                                                                      |
| 4-8-2012                                                             | Londra                                                               | Russia                                                               | 77 - 74                                                              | Spagna                                                               | Olimpiadi 2012 - 1º turno                                            | 10                                                                   |                                                                      |
| 6-8-2012                                                             | Londra                                                               | Spagna                                                               | 82 - 88                                                              | Brasile                                                              | Olimpiadi 2012 - 1º turno                                            | 0                                                                    |                                                                      |
| 8-8-2012                                                             | Londra                                                               | Francia                                                              | 59 - 66                                                              | Spagna                                                               | Olimpiadi 2012 - Quarti di finale                                    | 9                                                                    |                                                                      |
| 10-8-2012                                                            | Londra                                                               | Spagna                                                               | 67 - 59                                                              | Russia                                                               | Olimpiadi 2012 - Semifinale                                          | 11                                                                   |                                                                      |
| 12-8-2012                                                            | Londra                                                               | Stati Uniti                                                          | 107 - 100                                                            | Spagna                                                               | Olimpiadi 2012 - Finale                                              | 14                                                                   |                                                                      |
| 13-8-2013                                                            | Castellón                                                            | Spagna                                                               | 70 - 66                                                              | Polonia                                                              | Amichevole                                                           | 11                                                                   |                                                                      |
| 17-8-2013                                                            | La Coruña                                                            | Spagna                                                               | 85 - 54                                                              | Germania                                                             | Amichevole                                                           | 10                                                                   |                                                                      |
| 20-8-2013                                                            | Santiago di Compostela                                               | Spagna                                                               | 66 - 61                                                              | Macedonia del Nord                                                   | Amichevole                                                           | 0                                                                    |                                                                      |
| 21-8-2013                                                            | León                                                                 | Spagna                                                               | 77 - 55                                                              | Macedonia del Nord                                                   | Amichevole                                                           | 0                                                                    |                                                                      |
| 23-8-2013                                                            | Madrid                                                               | Spagna                                                               | 85 - 76                                                              | Francia                                                              | Amichevole                                                           | 13                                                                   |                                                                      |
| 26-8-2013                                                            | Montpellier                                                          | Francia                                                              | 84 - 85                                                              | Spagna                                                               | Amichevole                                                           | 7                                                                    |                                                                      |
| 28-8-2013                                                            | Murcia                                                               | Spagna                                                               | 80 - 67                                                              | Gran Bretagna                                                        | Amichevole                                                           | 12                                                                   |                                                                      |
| 29-8-2013                                                            | Zaragoza                                                             | Spagna                                                               | 100 - 46                                                             | Gran Bretagna                                                        | Amichevole                                                           | 11                                                                   |                                                                      |
| 4-9-2013                                                             | Celje                                                                | Spagna                                                               | 68 - 40                                                              | Croazia                                                              | EuroBasket 2013 - 1º turno                                           | 15                                                                   |                                                                      |
| 5-9-2013                                                             | Celje                                                                | Slovenia                                                             | 78 - 69                                                              | Spagna                                                               | EuroBasket 2013 - 1º turno                                           | 5                                                                    |                                                                      |
| 7-9- 2013                                                            | Celje                                                                | Spagna                                                               | 60 - 39                                                              | Rep. Ceca                                                            | EuroBasket 2013 - 1º turno                                           | 14                                                                   |                                                                      |
| 8-9-2013                                                             | Celje                                                                | Spagna                                                               | 89 - 53                                                              | Polonia                                                              | EuroBasket 2013 - 1º turno                                           | 13                                                                   |                                                                      |
| 9-9-2013                                                             | Celje                                                                | Spagna                                                               | 83 - 59                                                              | Georgia                                                              | EuroBasket 2013 - 1º turno                                           | 11                                                                   |                                                                      |
| 12-9-2013                                                            | Ljubljana                                                            | Grecia                                                               | 79 - 75                                                              | Spagna                                                               | EuroBasket 2013 - 2º turno                                           | 20                                                                   |                                                                      |
| 14-9-2013                                                            | Ljubljana                                                            | Spagna                                                               | 82 - 56                                                              | Finlandia                                                            | EuroBasket 2013 - 2º turno                                           | 6                                                                    |                                                                      |
| 16-9-2013                                                            | Ljubljana                                                            | Italia                                                               | 86 - 81                                                              | Spagna                                                               | EuroBasket 2013 - 2º turno                                           | 4                                                                    |                                                                      |
| 18-9-2013                                                            | Ljubljana                                                            | Spagna                                                               | 90 - 60                                                              | Serbia                                                               | EuroBasket 2013 - Quarti                                             | 19                                                                   |                                                                      |
| 20-9-2013                                                            | Ljubljana                                                            | Spagna                                                               | 75 - 72 dts                                                          | Francia                                                              | EuroBasket 2013 - Semifinale                                         | 17                                                                   |                                                                      |
| 22-9-2013                                                            | Ljubljana                                                            | Spagna                                                               | 92 - 66                                                              | Croazia                                                              | EuroBasket 2013 - 3º posto                                           | 8                                                                    |                                                                      |
| 6-8-2014                                                             | La Coruña                                                            | Spagna                                                               | 82 - 70                                                              | Canada                                                               | Amichevole                                                           | 0                                                                    |                                                                      |
| 10-8-2014                                                            | Siviglia                                                             | Spagna                                                               | 79 - 70                                                              | Angola                                                               | Amichevole                                                           | 1                                                                    |                                                                      |
| 12-8-2014                                                            | Granada                                                              | Spagna                                                               | 79 - 70                                                              | Turchia                                                              | Amichevole                                                           | 1                                                                    |                                                                      |
| 14-8-2014                                                            | Istanbul                                                             | Turchia                                                              | 63 - 70                                                              | Spagna                                                               | Amichevole                                                           | 10                                                                   |                                                                      |
| 17-8-2014                                                            | Las Palmas                                                           | Spagna                                                               | 88 - 49                                                              | Senegal                                                              | Amichevole                                                           | 8                                                                    |                                                                      |
| 20-8-2014                                                            | Badalona                                                             | Spagna                                                               | 82 - 64                                                              | Croazia                                                              | Amichevole                                                           | 5                                                                    |                                                                      |
| 21-8-2014                                                            | Badalona                                                             | Spagna                                                               | 71 - 63                                                              | Ucraina                                                              | Amichevole                                                           | 0                                                                    |                                                                      |
| 25-8-2014                                                            | Madrid                                                               | Spagna                                                               | 86 - 53                                                              | Argentina                                                            | Amichevole                                                           | 0                                                                    |                                                                      |
| 30-8-2014                                                            | Granada                                                              | Spagna                                                               | 90 - 60                                                              | Iran                                                                 | Mondiali 2014 - 1º turno                                             | 12                                                                   |                                                                      |
| 31-8-2014                                                            | Granada                                                              | Spagna                                                               | 91 - 54                                                              | Egitto                                                               | Mondiali 2014 - 1º turno                                             | 14                                                                   |                                                                      |
| 1-9-2014                                                             | Granada                                                              | Spagna                                                               | 82 - 63                                                              | Brasile                                                              | Mondiali 2014 - 1º turno                                             | 6                                                                    |                                                                      |
| 3-9-2014                                                             | Granada                                                              | Spagna                                                               | 88 - 64                                                              | Francia                                                              | Mondiali 2014 - 1º turno                                             | 8                                                                    |                                                                      |
| 4-9-2014                                                             | Granada                                                              | Spagna                                                               | 89 - 73                                                              | Serbia                                                               | Mondiali 2014 - 1º turno                                             | 9                                                                    |                                                                      |
| 6-9-2014                                                             | Madrid                                                               | Spagna                                                               | 89 - 56                                                              | Senegal                                                              | Mondiali 2014 - Ottavi di finale                                     | 5                                                                    |                                                                      |
| 10-9-2014                                                            | Madrid                                                               | Spagna                                                               | 52 - 65                                                              | Francia                                                              | Mondiali 2014 - Quarti di finale                                     | 6                                                                    |                                                                      |
| 11-8-2015                                                            | Gijón                                                                | Spagna                                                               | 67 - 64                                                              | Belgio                                                               | Amichevole                                                           | 11                                                                   |                                                                      |
| 15-8-2015                                                            | Santander                                                            | Spagna                                                               | 71 - 64                                                              | Polonia                                                              | Amichevole                                                           | 10                                                                   |                                                                      |
| 16-8-2015                                                            | Santander                                                            | Spagna                                                               | 96 - 49                                                              | Senegal                                                              | Amichevole                                                           | 17                                                                   |                                                                      |
| 18-8-2015                                                            | Burgos                                                               | Spagna                                                               | 82 - 80                                                              | Venezuela                                                            | Amichevole                                                           | 13                                                                   |                                                                      |
| 22-8-2015                                                            | Madrid                                                               | Spagna                                                               | 94 - 63                                                              | Macedonia                                                            | Amichevole                                                           | 14                                                                   |                                                                      |
| 25-8-2015                                                            | Logroño                                                              | Spagna                                                               | 88 - 54                                                              | Macedonia                                                            | Amichevole                                                           | 2                                                                    |                                                                      |
| 30-8-2015                                                            | Saragozza                                                            | Spagna                                                               | 81 - 68                                                              | Rep. Ceca                                                            | Amichevole                                                           | 6                                                                    |                                                                      |
| 5-9-2015                                                             | Berlino                                                              | Spagna                                                               | 70 - 80                                                              | Serbia                                                               | EuroBasket 2015 - 1º turno                                           | 10                                                                   |                                                                      |
| 6-9-2015                                                             | Berlino                                                              | Turchia                                                              | 77 - 104                                                             | Spagna                                                               | EuroBasket 2015 - 1º turno                                           | 10                                                                   |                                                                      |
| 8-9-2015                                                             | Berlino                                                              | Spagna                                                               | 98 - 105                                                             | Italia                                                               | EuroBasket 2015 - 1º turno                                           | 7                                                                    |                                                                      |
| 9-9-2015                                                             | Berlino                                                              | Islanda                                                              | 73 - 99                                                              | Spagna                                                               | EuroBasket 2015 - 1º turno                                           | 0                                                                    |                                                                      |
| 10-9-2015                                                            | Berlino                                                              | Germania                                                             | 76 - 77                                                              | Spagna                                                               | EuroBasket 2015 - 1º turno                                           | 5                                                                    |                                                                      |
| 12-9-2015                                                            | Lilla                                                                | Spagna                                                               | 80 - 66                                                              | Polonia                                                              | EuroBasket 2015 - Ottavi di finale                                   | 0                                                                    |                                                                      |
| 15-9-2015                                                            | Lilla                                                                | Spagna                                                               | 73 - 71                                                              | Grecia                                                               | EuroBasket 2015 - Quarti di finale                                   | 0                                                                    |                                                                      |
| 17-9-2015                                                            | Lilla                                                                | Francia                                                              | 75 - 80 dts                                                          | Spagna                                                               | EuroBasket 2015 - Semifinale                                         | 7                                                                    |                                                                      |
| 20-9-2015                                                            | Lilla                                                                | Spagna                                                               | 80 - 63                                                              | Lituania                                                             | EuroBasket 2015 - Finale                                             | 11                                                                   |                                                                      |
| 12-7-2016                                                            | Burgos                                                               | Spagna                                                               | 85 - 61                                                              | Angola                                                               | Amichevole                                                           | 0                                                                    |                                                                      |
| 18-7-2016                                                            | Kaunas                                                               | Lituania                                                             | 87 - 83                                                              | Spagna                                                               | Amichevole                                                           | 9                                                                    |                                                                      |
| 21-7-2016                                                            | Malaga                                                               | Spagna                                                               | 76 - 78                                                              | Lituania                                                             | Amichevole                                                           | 8                                                                    |                                                                      |
| 23-7-2016                                                            | Madrid                                                               | Spagna                                                               | 80 - 65                                                              | Venezuela                                                            | Amichevole                                                           | 12                                                                   |                                                                      |
| 25-7-2016                                                            | Valladolid                                                           | Spagna                                                               | 91 - 55                                                              | Venezuela                                                            | Amichevole                                                           | 0                                                                    |                                                                      |
| 28-7-2016                                                            | Saragozza                                                            | Spagna                                                               | 100 - 61                                                             | Costa d'Avorio                                                       | Amichevole                                                           | 13                                                                   |                                                                      |
| 7-8-2016                                                             | Rio de Janeiro                                                       | Croazia                                                              | 72 - 70                                                              | Spagna                                                               | Olimpiadi 2016 - 1º turno                                            | 0                                                                    |                                                                      |
| 9-8-2016                                                             | Rio de Janeiro                                                       | Brasile                                                              | 66 - 65                                                              | Spagna                                                               | Olimpiadi 2016 - 1º turno                                            | 8                                                                    |                                                                      |
| 11-8-2016                                                            | Rio de Janeiro                                                       | Nigeria                                                              | 87 - 96                                                              | Spagna                                                               | Olimpiadi 2016 - 1º turno                                            | 13                                                                   |                                                                      |
| 13-8-2016                                                            | Rio de Janeiro                                                       | Spagna                                                               | 109 - 59                                                             | Lituania                                                             | Olimpiadi 2016 - 1º turno                                            | 13                                                                   |                                                                      |
| 15-8-2016                                                            | Rio de Janeiro                                                       | Spagna                                                               | 92 - 73                                                              | Argentina                                                            | Olimpiadi 2016 - 1º turno                                            | 23                                                                   |                                                                      |
| 17-8-2016                                                            | Rio de Janeiro                                                       | Spagna                                                               | 92 - 73                                                              | Francia                                                              | Olimpiadi 2016 - Quarti di finale                                    | 6                                                                    |                                                                      |
| 19-8-2016                                                            | Rio de Janeiro                                                       | Spagna                                                               | 76 - 82                                                              | Stati Uniti                                                          | Olimpiadi 2016 - Semifinale                                          | 9                                                                    |                                                                      |
| 21-8-2016                                                            | Rio de Janeiro                                                       | Australia                                                            | 88 - 89                                                              | Spagna                                                               | Olimpiadi 2016 - Finale 3º posto                                     | 10                                                                   |                                                                      |
| 2-8-2019                                                             | Pamplona                                                             | Spagna                                                               | 78 - 70                                                              | Lituania                                                             | Torneo amichevole                                                    | 0                                                                    |                                                                      |
| 10-8-2019                                                            | Malaga                                                               | Spagna                                                               | 96 - 64                                                              | Rep. del Congo                                                       | Torneo amichevole                                                    | 0                                                                    |                                                                      |
| 16-8-2019                                                            | Malaga                                                               | Spagna                                                               | 81 - 90                                                              | Stati Uniti                                                          | Torneo amichevole                                                    | 6                                                                    |                                                                      |
| 22-8-2019                                                            | Madrid                                                               | Spagna                                                               | 102 - 70                                                             | Rep. Dominicana                                                      | Amichevole                                                           | 7                                                                    |                                                                      |
| 27-8-2019                                                            | Ningbo                                                               | Spagna                                                               | 84 - 76                                                              | Argentina                                                            | Torneo amichevole                                                    | 6                                                                    |                                                                      |
| 31-8-2019                                                            | Guangzhou                                                            | Spagna                                                               | 101 - 62                                                             | Tunisia                                                              | Mondiali 2019 - 1º turno                                             | 7                                                                    |                                                                      |
| 2-9-2019                                                             | Guangzhou                                                            | Spagna                                                               | 73 - 63                                                              | Porto Rico                                                           | Mondiali 2019 - 1º turno                                             | 5                                                                    |                                                                      |
| 4-9-2019                                                             | Guangzhou                                                            | Spagna                                                               | 73 - 65                                                              | Iran                                                                 | Mondiali 2019 - 1º turno                                             | 9                                                                    |                                                                      |
| 6-9-2019                                                             | Wuhan                                                                | Spagna                                                               | 67 - 60                                                              | Italia                                                               | Mondiali 2019 - 2º turno                                             | 5                                                                    |                                                                      |
| 8-9-2019                                                             | Wuhan                                                                | Spagna                                                               | 81 - 69                                                              | Serbia                                                               | Mondiali 2019 - 2º turno                                             | 7                                                                    |                                                                      |
| 10-9-2019                                                            | Wuhan                                                                | Spagna                                                               | 90 - 78                                                              | Polonia                                                              | Mondiali 2019 - Quarti                                               | 16                                                                   |                                                                      |
| 13-9-2019                                                            | Shanghai                                                             | Spagna                                                               | 95 - 88 dts                                                          | Australia                                                            | Mondiali 2019 - Semifinale                                           | 2                                                                    |                                                                      |
| 15-9-2019                                                            | Pechino                                                              | Spagna                                                               | 95 - 75                                                              | Argentina                                                            | Mondiali 2019 - Finale                                               | 11                                                                   |                                                                      |
| 3-7-2021                                                             | Valencia                                                             | Spagna                                                               | 88 - 61                                                              | Iran                                                                 | Amichevole                                                           | 6                                                                    |                                                                      |
| 5-7-2021                                                             | Madrid                                                               | Spagna                                                               | 96 - 53                                                              | Iran                                                                 | Amichevole                                                           | 6                                                                    |                                                                      |
| 8-7-2021                                                             | Malaga                                                               | Spagna                                                               | 86 - 77                                                              | Francia                                                              | Amichevole                                                           | 11                                                                   |                                                                      |
| 10-7-2021                                                            | Parigi                                                               | Francia                                                              | 79 - 87                                                              | Spagna                                                               | Amichevole                                                           | 3                                                                    |                                                                      |
| 18-7-2021                                                            | Las Vegas                                                            | Stati Uniti                                                          | 83 - 76                                                              | Spagna                                                               | Amichevole                                                           | 6                                                                    |                                                                      |
| 26-7-2021                                                            | Saitama                                                              | Giappone                                                             | 77 - 88                                                              | Spagna                                                               | Olimpiadi 2020 - 1º turno                                            | 0                                                                    |                                                                      |
| 29-7-2021                                                            | Saitama                                                              | Spagna                                                               | 81 - 71                                                              | Argentina                                                            | Olimpiadi 2020 - 1º turno                                            | 8                                                                    |                                                                      |
| 1-8-2021                                                             | Saitama                                                              | Spagna                                                               | 87 - 95                                                              | Slovenia                                                             | Olimpiadi 2020 - 1º turno                                            | 12                                                                   |                                                                      |
| 3-8-2021                                                             | Saitama                                                              | Spagna                                                               | 81 - 95                                                              | Stati Uniti                                                          | Olimpiadi 2020 - Quarti di finale                                    | 0                                                                    |                                                                      |
| 9-8-2022                                                             | Atene                                                                | Grecia                                                               | 86 - 70                                                              | Spagna                                                               | Amichevole                                                           | 3                                                                    |                                                                      |
| 11-8-2022                                                            | Madrid                                                               | Spagna                                                               | 87 - 80                                                              | Grecia                                                               | Amichevole                                                           | 6                                                                    |                                                                      |
| 16-8-2022                                                            | Las Palmas                                                           | Spagna                                                               | 77 - 82                                                              | Lituania                                                             | Amichevole                                                           | 2                                                                    |                                                                      |
| 24-8-2022                                                            | Pamplona                                                             | Spagna                                                               | 87 - 57                                                              | Islanda                                                              | Qual. Mondiali 2023                                                  | 13                                                                   |                                                                      |
| 28-8-2022                                                            | Almere                                                               | Paesi Bassi                                                          | 64 - 86                                                              | Spagna                                                               | Qual. Mondiali 2023                                                  | 9                                                                    |                                                                      |
| 1-9-2022                                                             | Tbilisi                                                              | Spagna                                                               | 114 - 87                                                             | Bulgaria                                                             | EuroBasket 2022 - 1º turno                                           | 14                                                                   |                                                                      |
| 3-9-2022                                                             | Tbilisi                                                              | Georgia                                                              | 64 - 90                                                              | Spagna                                                               | EuroBasket 2022 - 1º turno                                           | 8                                                                    |                                                                      |
| 4-9-2022                                                             | Tbilisi                                                              | Belgio                                                               | 83 - 73                                                              | Spagna                                                               | EuroBasket 2022 - 1º turno                                           | 2                                                                    |                                                                      |
| 6-9-2022                                                             | Tbilisi                                                              | Spagna                                                               | 82 - 65                                                              | Montenegro                                                           | EuroBasket 2022 - 1º turno                                           | 0                                                                    |                                                                      |
| 7-9-2022                                                             | Tbilisi                                                              | Spagna                                                               | 72 - 69                                                              | Turchia                                                              | EuroBasket 2022 - 1º turno                                           | 0                                                                    |                                                                      |
| 10-9-2022                                                            | Berlino                                                              | Spagna                                                               | 102 - 94 dts                                                         | Lituania                                                             | EuroBasket 2022 - Ottavi di finale                                   | 13                                                                   |                                                                      |
| 13-9-2022                                                            | Berlino                                                              | Spagna                                                               | 100 - 90                                                             | Finlandia                                                            | EuroBasket 2022 - Quarti di finale                                   | 11                                                                   |                                                                      |
| 16-9-2022                                                            | Berlino                                                              | Germania                                                             | 91 - 96                                                              | Spagna                                                               | EuroBasket 2022 - Semifinale                                         | 6                                                                    |                                                                      |
| 18-9-2022                                                            | Berlino                                                              | Spagna                                                               | 88 - 76                                                              | Francia                                                              | EuroBasket 2022 - Finale                                             | 7                                                                    |                                                                      |
| 11-8-2023                                                            | Madrid                                                               | Spagna                                                               | 99 - 79                                                              | Slovenia                                                             | Torneo amichevole                                                    | 3                                                                    |                                                                      |
| 13-8-2023                                                            | Malaga                                                               | Spagna                                                               | 88 - 98                                                              | Stati Uniti                                                          | Torneo amichevole                                                    | 6                                                                    |                                                                      |
| 17-8-2023                                                            | Malaga                                                               | Spagna                                                               | 80 - 85                                                              | Canada                                                               | Torneo amichevole                                                    | 6                                                                    |                                                                      |
| 26-8-2023                                                            | Giacarta                                                             | Spagna                                                               | 94 - 64                                                              | Costa d'Avorio                                                       | Mondiali 2023 - 1º turno                                             | 5                                                                    |                                                                      |
| 28-8-2023                                                            | Giacarta                                                             | Spagna                                                               | 96 - 78                                                              | Brasile                                                              | Mondiali 2023 - 1º turno                                             | 8                                                                    |                                                                      |
| 30-8-2023                                                            | Giacarta                                                             | Spagna                                                               | 85 - 65                                                              | Iran                                                                 | Mondiali 2023 - 1º turno                                             | 0                                                                    |                                                                      |
| 1-9-2023                                                             | Giacarta                                                             | Lettonia                                                             | 74 - 69                                                              | Spagna                                                               | Mondiali 2023 - 2º turno                                             | 5                                                                    |                                                                      |
| 3-9-2023                                                             | Giacarta                                                             | Canada                                                               | 88 - 85                                                              | Spagna                                                               | Mondiali 2023 - 2º turno                                             | 3                                                                    |                                                                      |
| 25-6-2024                                                            | Madrid                                                               | Spagna                                                               | 84 - 87 dts                                                          | Italia                                                               | Amichevole                                                           | 9                                                                    |                                                                      |
| 28-6-2024                                                            | Alicante                                                             | Spagna                                                               | 84 - 74                                                              | Rep. Dominicana                                                      | Amichevole                                                           | 9                                                                    |                                                                      |
| 2-6-2024                                                             | Valencia                                                             | Spagna                                                               | 104 - 59                                                             | Libano                                                               | Qual. Olimpiadi 2024                                                 | 9                                                                    |                                                                      |
| 3-6-2024                                                             | Valencia                                                             | Spagna                                                               | 89 - 81                                                              | Angola                                                               | Qual. Olimpiadi 2024                                                 | 6                                                                    |                                                                      |
| 6-7-2024                                                             | Valencia                                                             | Spagna                                                               | 81 - 74                                                              | Finlandia                                                            | Qual. Olimpiadi 2024                                                 | 3                                                                    |                                                                      |
| 7-7-2024                                                             | Valencia                                                             | Spagna                                                               | 86 - 78                                                              | Bahamas                                                              | Qual. Olimpiadi 2024                                                 | 9                                                                    |                                                                      |
| 19-7-2024                                                            | Guadalajara                                                          | Spagna                                                               | 76 - 72                                                              | Argentina                                                            | Torneo amichevole                                                    | 0                                                                    |                                                                      |
| 23-7-2024                                                            | Madrid                                                               | Spagna                                                               | 107 - 84                                                             | Porto Rico                                                           | Torneo amichevole                                                    | 9                                                                    |                                                                      |
| 27-7-2024                                                            | Lilla                                                                | Australia                                                            | 92 - 80                                                              | Spagna                                                               | Olimpiadi 2024 - 1º turno                                            | 0                                                                    |                                                                      |
| 30-7-2024                                                            | Lilla                                                                | Spagna                                                               | 84 - 77                                                              | Grecia                                                               | Olimpiadi 2024 - 1º turno                                            | 10                                                                   |                                                                      |
| 2-8-2024                                                             | Lilla                                                                | Canada                                                               | 88 - 85                                                              | Spagna                                                               | Olimpiadi 2024 - 1º turno                                            | 0                                                                    |                                                                      |
| Totale                                                               |                                                                      | Presenze                                                             | 266                                                                  |                                                                      | Punti                                                                | 2161                                                                 |                                                                      |

## Curiosità
- Rudy ha una sorella, Marta Fernández, che ha giocato nella WNBA con le Los Angeles Sparks.
- Rudy ed il Chacho Rodriguez hanno realizzato la miglior giocata del decennio 2010-2019 in Eurolega.

## Palmarès

### Club
- Campionato spagnolo: 7

Real Madrid: 2012-13, 2014-15, 2015-16, 2017-18, 2018-19, 2021-22, 2023-24
- Copa del Rey: 7

Joventut Badalona: 2008
Real Madrid: 2014, 2015, 2016, 2017, 2020, 2024
- Supercoppa spagnola: 9

Real Madrid: 2012, 2013, 2014, 2018, 2019, 2020, 2021, 2022, 2023
- Liga catalana: 2

Joventut Badalona: 2005, 2007
- FIBA EuroCup: 1

Joventut Badalona: 2005-06
- ULEB Cup: 1

Joventut Badalona: 2007-08
- Eurolega: 3

Real Madrid: 2014-15, 2017-18, 2022-23
- Coppa Intercontinentale: 1

Real Madrid: 2015

### Nazionale
- Olimpiadi:
 Pechino 2008
 Londra 2012
 Rio 2016
- Mondiali: 
 Giappone 2006
 Cina 2019
- Europei:

 Spagna 2007
 Polonia 2009
 Lituania 2011
 Slovenia 2013
 Francia 2015
 Germania 2022

### Individuale
- MVP Coppa del Re: 3

Joventut Badalona: 2004, 2008
Real Madrid: 2015
- NBA All-Rookie Second Team: 1

2008-09
- FIBA Europe Young Men's Player of the Year Award: 1

2006
- All-Euroleague First Team: 2

Real Madrid: 2012-13, 2013-14
- All-Euroleague Second Team: 1

Real Madrid: 2014-15
- Euroleague Rising Star Trophy: 1

Joventut Badalona: 2006-07
- MVP finals ULEB Cup: 1

Joventut Badalona: 2007-08
- MVP finals FIBA EuroCup: 1

Joventut Badalona: 2005-06
- MVP Supercoppa spagnola:1

Real Madrid: 2012
- MVP finali Liga ACB: 1

Real Madrid: 2017-18
- All-25 Euroleague team